# Dymorfizm płciowy

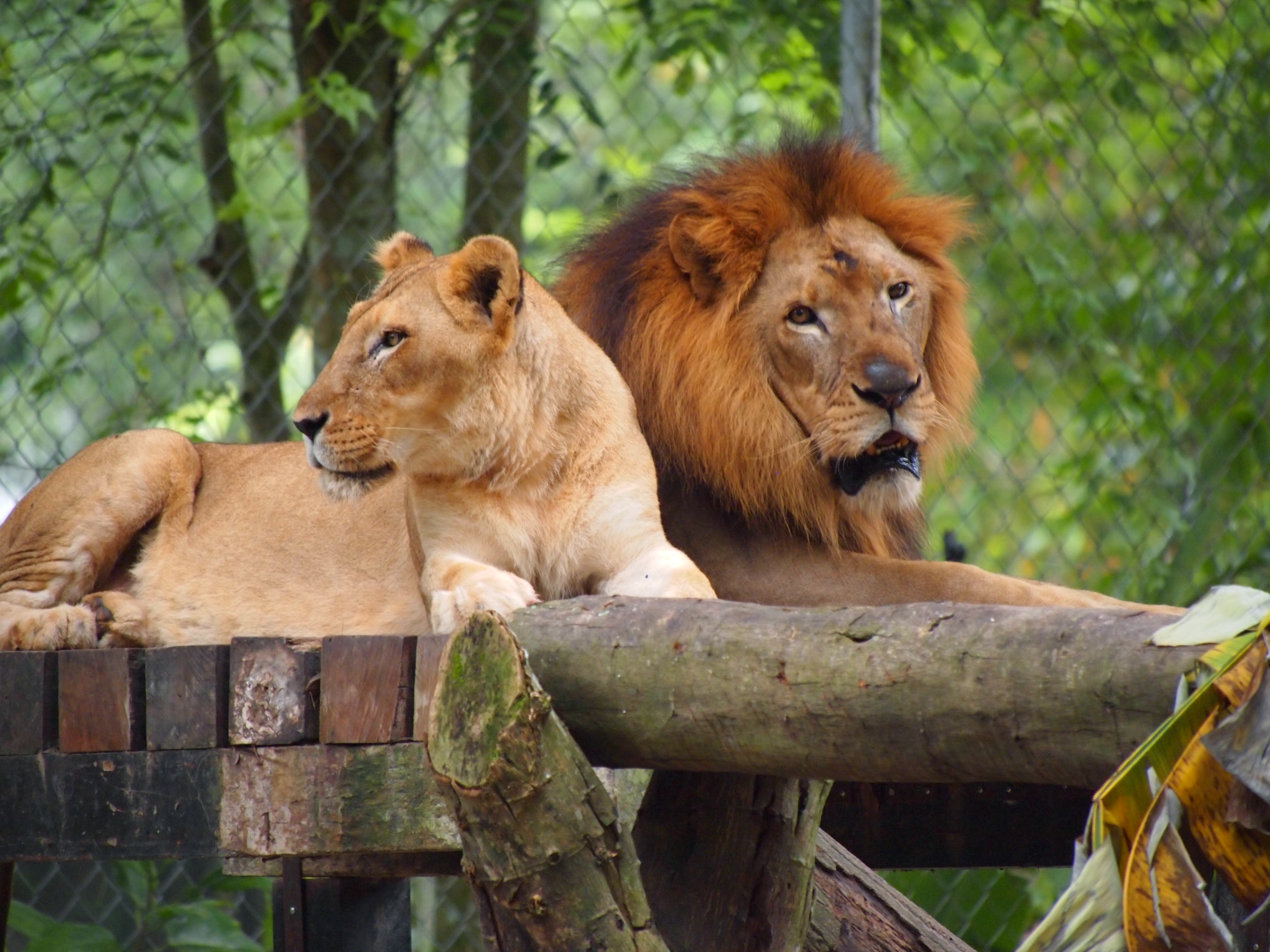
Samica i samiec lwa (Panthera Leo) w National Zoo Malaysia

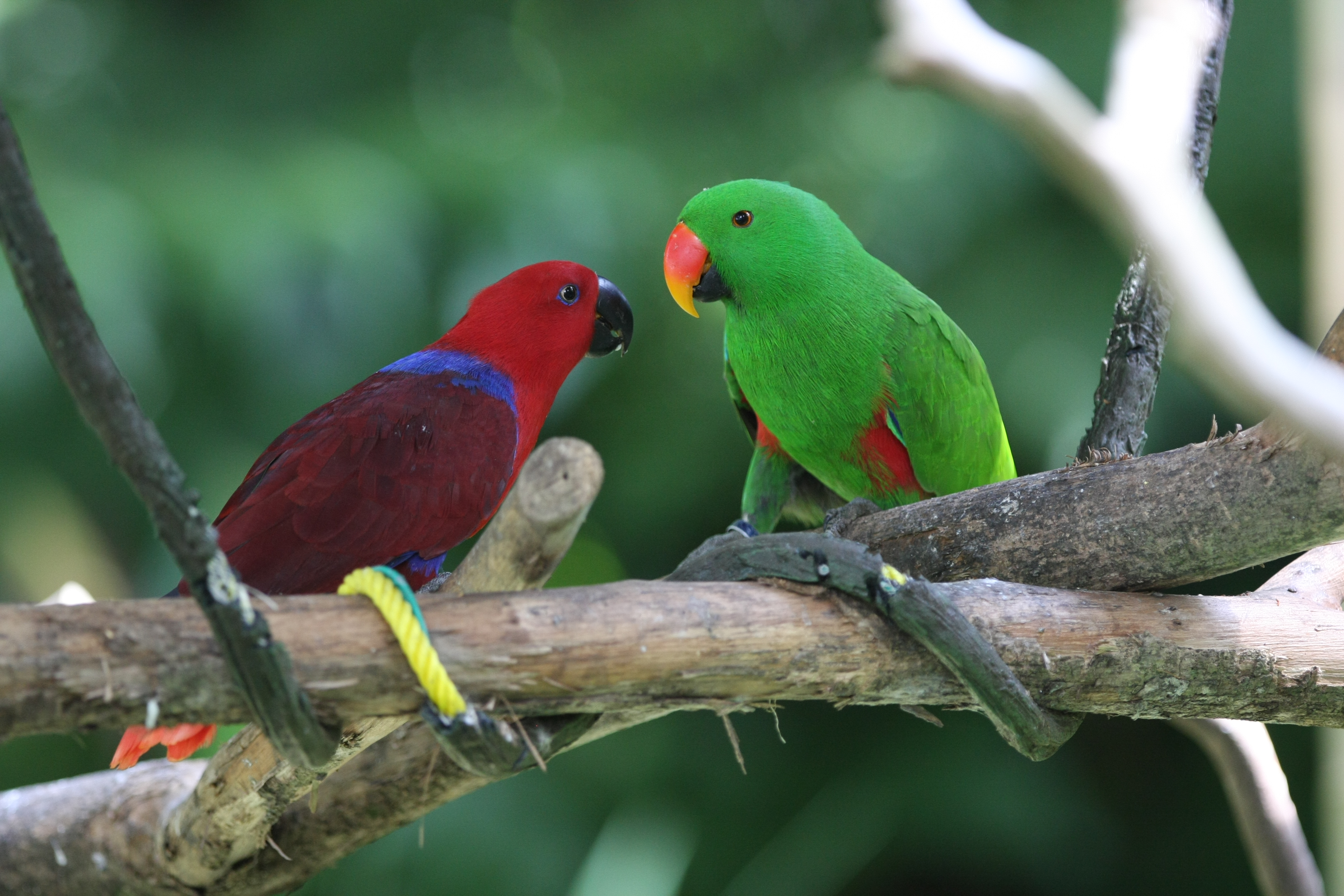
Dymorfizm u barwnicy – samiec po prawej, samica po lewej

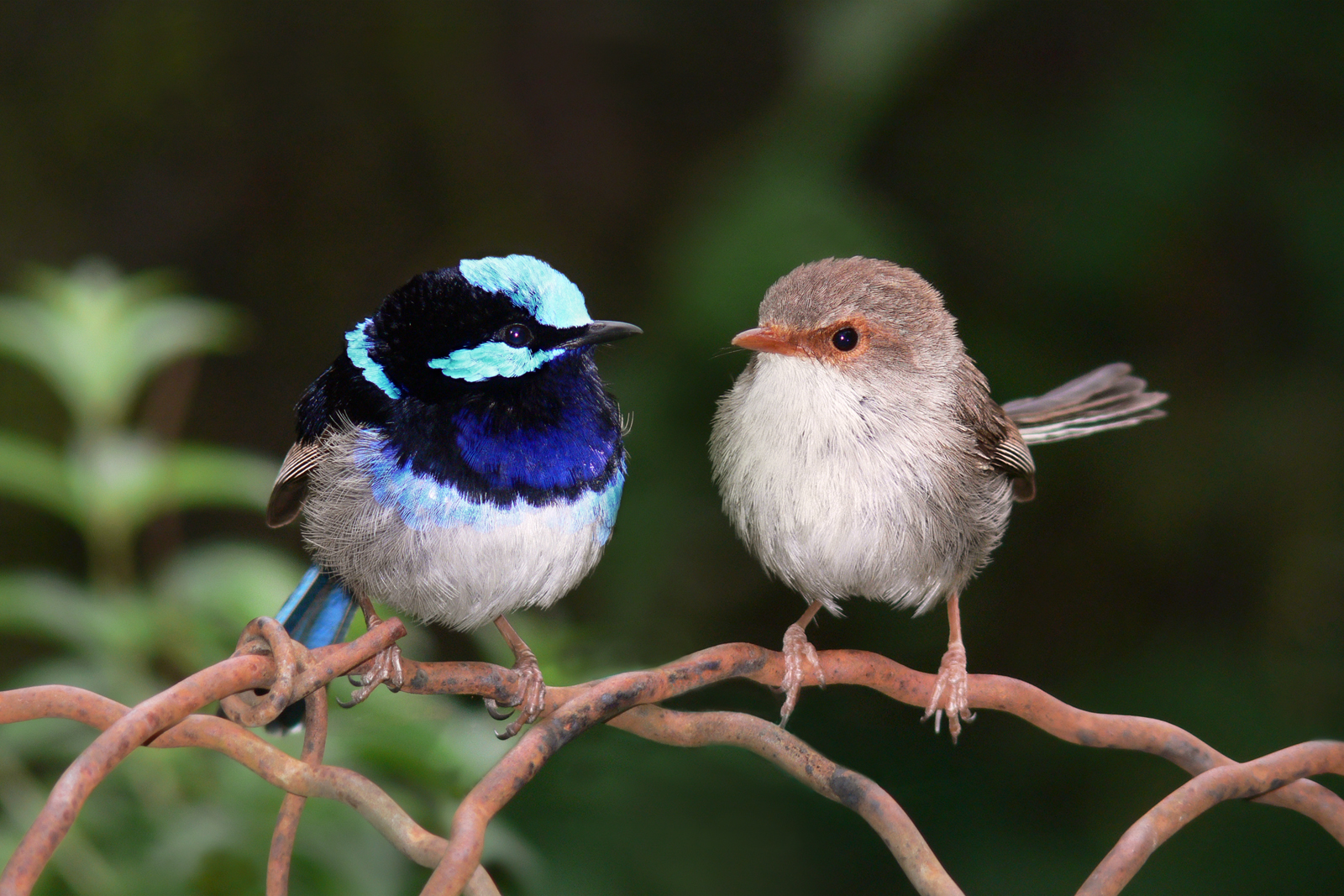
Dymorfizm u chwostki szafirowej, samiec (po lewej) i samica

Dymorfizm płciowy, dwupostaciowość – rodzaj dymorfizmu przejawiający się różnicami w morfologii samicy i samca jednego gatunku. Zjawisko to jest widoczne u wielu grup zwierząt, np.:
- u ssaków[5] wyraża się większymi rozmiarami samców oraz czasem obecnością dodatkowych cech (np. rogi tylko u jednej z płci)
- u ptaków[2][5] (głównie różnice ubarwienia)
- u ryb (szczególnie u matronicowców)[2]
- u niektórych grup owadów[5] (szczególnie owadów społecznych)

Można go jednak zauważyć także u pierwotniejszych zwierząt, takich jak np. nicienie. Przykładem może być glista ludzka, której samiec jest wyraźnie mniejszy, ma haczykowato zakończoną tylną część ciała i w przeciwieństwie do samicy, ma wspólne ujście otworu odbytowego i nasieniowodu.
U roślin jest słabo widoczny.
W dymorfizmie płciowym wyróżnia się także dymorfizm sezonowy.